# 奥平謙輔
奥平 謙輔（おくだいら けんすけ）は、幕末から明治時代初期の長州藩士、志士。萩の乱の首謀者の一人。

## 経歴
天保12年（1841年）2月12日、長州藩士・奥平清兵衛の五男として萩城下土原に生まれる。藩校明倫館で学び詩賦に優れた。文久3年（1863年）の下関戦争では先鋒隊士として参加。慶応2年（1866年）には干城隊に配属された。その後の戊辰戦争ではその干城隊の参謀として報国隊、奇兵隊とともに長岡、新発田、新潟を転戦した。その際、友人の会津藩士・秋月悌次郎にあてた手紙は名文として知られる。またその際には秋月から会津藩士の少年2人を書生として預かったが、一人は後に東京帝国大学総長となった山川健次郎で、もう一人は陸軍に入り近衛師団の工兵大隊長を務めた小川亮である。
明治2年（1869年）に越後府権判事として佐渡に赴任するが、同年8月には職を辞している。
郷里に戻ってからは攘夷論を説き、新政府の方針に不満を募らせる。明治9年（1876年）には前原一誠を盟主に萩の乱を起こしたが敗走し、12月3日に斬首となった。享年36。
大正5年（1916年）、従五位を追贈された。
秋月悌次郎を通じて会津との交流、会津藩の子弟を教育したことが縁となり、平成7年（1995年）には当時の会津市長であった山内日出夫が奥平謙輔の墓に参っている。

## 参考資料
- 松本次郎『増補 萩の乱前原一誠とその一党』マツノ書店 1996年
- 一坂太郎『長州奇兵隊』中公新書 2002年
- 山川健次郎「奥平謙輔先生」『男爵山川先生遺稿』所載